# Consell Legislatiu d'Hong Kong
El Consell Legislatiu de la Regió Administrativa Especial d'Hong Kong (en xinès: 香港特別行政區立法會: Xiānggǎng tèbié xíngzhèngqū lìfǎ huì; en anglès: Legislative Council of the Hong Kong Special Administrative Region), també conegut com a Parlament d'Hong Kong, és l'assemblea legislativa monocameral de la Regió Administrativa Especial d'Hong Kong, una de les dues regions administratives especials de la República Popular de la Xina.
L'assemblea legislativa és un òrgan compost per 70 diputats, 35 dels quals són triats directament a través de cinc circumscripcions geogràfiques (conegut per les seves sigles en anglès, CG) conformement al sistema de representació proporcional amb el mètode dels màxims residus i la quota Hare, mentre que els altres 35 són triats indirectament a través de circumscripcions funcionals (conegut per les seves sigles en anglès, FC) basades en grups d'interès amb electorats limitats. Conformement al conjunt de reformes constitucionals aprovades en 2010, 5 dels 35 membres triats de les circumscripcions funcionals procedeixen de la circumscripció funcional del Consell de Districte (Segona), amb candidats proposats pels Consellers de Districte i triats per electorats de tot el territori.
El Consell Legislatiu es va establir per primera vegada en 1843 en virtut de la Carta de la Colònia Britànica d'Hong Kong com a consell consultiu del Governador. Les facultats i funcions del poder legislatiu es van ampliar al llarg de la seva història. En l'actualitat, les principals funcions del Consell Legislatiu són promulgar, esmenar o derogar lleis; examinar i aprovar pressupostos, impostos i despeses públiques; i plantejar preguntes sobre la labor del govern. A més, el Consell Legislatiu també està facultat per a aprovar el nomenament i la destitució dels jutges del Tribunal d'Última Instància i del President del Tribunal Superior, així com per a impugnar al Cap de l'Executiu d'Hong Kong.
Abans de la transferència de sobirania d'Hong Kong en 1996, el Govern de la República Popular de la Xina va establir unilateralment a Shenzhen un Consell Legislatiu Provisional (PLC), en lloc de la legislatura colonial triada en 1995. El PLC es va traslladar a Hong Kong i va reemplaçar a la legislatura després de la Transferència de Sobirania de 1997, fins a les pròximes eleccions generals de 1998. Des de l'any 2000, els mandats del Consell Legislatiu són de quatre anys.
L'article 68 de la Llei Bàsica d'Hong Kong estableix que l'objectiu final és l'elecció de tots els membres del Consell Legislatiu per sufragi universal. Aquest i un article similar sobre l'elecció del Cap de l'Executiu han fet del sufragi universal per al Consell i del Cap de l'Executiu la qüestió dominant en la política d'Hong Kong.